# هاننباخ
هاننباخ (به آلمانی: Hahnenbach) یک شهر در آلمان است که در باد کرویتسناخ واقع شده‌است.